# 転送
転送（てんそう）とは形を変えず一か所から別の場所に移動すること。
一般的には送られてきた物品を別の場所に送ることなどに使われる言葉。
一方、英語では転送と伝送を区別せずトランスミット（Transmit）やトランスミッション（transmission）と言う場合が多い。また転送は英語でトランスファー(Transfer)とも言われる。

## 工学における転送
電気機器や電子機器など工学における転送（てんそう）とは情報やデータを信号として一方の装置から他の装置へ移動させること。その二つの装置は信号が減衰やノイズに埋没してその意味を失わない範囲の近距離に置かれる。転送は情報やデータを表す電気信号などその形式を変えずにそのまま移動する。この場合、例えば或る電圧値を別の電圧値を変えても形式を変えたとは言わない。
形式を変えて移動する場合は伝送（でんそう）と言う。
エネルギーとして電気を送る事は「送電」（そうでん）と言い、転送や伝送とは言わない。

## 電子メールにおける転送
メール（e-メール、電子メール、e-mail、electronic mail）における転送とは受信したメールをそのまま、または一部加筆変更して他の宛先に送ること。略号としてFwが使われる。

## コンピュータとその周辺機器における転送
コンピュータ本体と周辺機器との間でのデータ、制御信号、状態（ステータス）など相互のやり取りは転送と言われる。データ転送を参照。

## 救急医療における転送
救急隊が傷病者を医療機関に搬送したものの、必要な検査や治療が当該医療機関では困難である場合に応急処置のみを行った上で、別の医療機関に搬送すること。既に医療機関に収容されている傷病者を他の医療機関に搬送することは転院搬送と言われる。

## その他における転送
荷物、貨物や郵便物などを最初の宛先と違う所へ新たな宛先として送ることを転送するなどと言い、転送は一般に多くの状況で広く使われる。